# Banthla
Banthla es  una ciudad censal situada en el distrito de Ghaziabad en el estado de Uttar Pradesh (India). Su población es de 5766 habitantes (2011). 

## Demografía
Según el  censo de 2011 la población de Banthla era de 5766 habitantes, de los cuales 3120 eran hombres y 2646 eran mujeres. Banthla tiene una tasa media de alfabetización del 81,19%, superior a la media estatal del 67,68%: la alfabetización masculina es del 88,42%, y la alfabetización femenina del 72,67%.